# Wülfrath
Wülfrath é uma cidade da Alemanha localizada no distrito de Mettmann, região administrativa de Düsseldorf, estado da Renânia do Norte-Vestfália.